# Neoplecostominae
Sous-famille
Les Neoplecostominae sont une sous-famille des poissons-chats (ordre Siluriformes) de la famille des Loricariidae. Elle vit  essentiellement en haute montagne dans les rapides en Amérique du Sud.

## Taxonomie
Neoplecostominae est le clade le plus basal  des Loricariidae, à l'exception de Lithogeneinae. Les genres de Neoplecostominae ne forment pas un assemblage monophylétique. Neoplecostominae n'a pas été classé pour une caractéristique unique. Toutefois, les études moléculaires ont conduit à ce regroupement .
Dans ce paraphyletic Neoplecostominae, Pareiorhina monophylétique forme une unité qui comprend également Neoplecostomus.

## Liste des genres et espèces
- genre Isbrueckerichthys
  - Isbrueckerichthys alipionis Gosline, 1947
  - Isbrueckerichthys  Shibatta & Pereira, 2006
  - Isbrueckerichthys duseni Miranda-Ribeiro, 1907
  - Isbrueckerichthys epakmos Pereira & Oyakawa, 2003
  - Isbrueckerichthys saxicola Jerep, Shibatta & Pereira, 2006
- genre Kronichthys
  - Kronichthys heylandi Boulenger, 1900
  - Kronichthys lacerta Nichols, 1919
  - Kronichthys subteres Miranda Ribeiro, 1908
- genre Neoplecostomus
  - Neoplecostomus corumba Zawadzki, Pavanelli & Langeani, 2008
  - Neoplecostomus espiritosantensis Langeani, 1990
  - Neoplecostomus franciscoensis Langeani, 1990
  - Neoplecostomus granosus Valenciennes, 1840
  - Neoplecostomus microps Steindachner, 1877
  - Neoplecostomus paranensis Langeani, 1990
  - Neoplecostomus ribeirensis Langeani, 1990
  - Neoplecostomus selenae Zawadzki, Pavanelli & Langeani, 2008
  - Neoplecostomus variipictus Bizerril, 1995
  - Neoplecostomus yapo Zawadzki, Pavanelli & Langeani, 2008
- genre Pareiorhaphis
  - Pareiorhaphis azygolechis
  - Pareiorhaphis bahianus
  - Pareiorhaphis cameroni
  - Pareiorhaphis cerosus
  - Pareiorhaphis eurycephalus
  - Pareiorhaphis garbei
  - Pareiorhaphis hypselurus
  - Pareiorhaphis hystrix
  - Pareiorhaphis mutuca
  - Pareiorhaphis nasuta Pereira, Vieira & Reis, 2007
  - Pareiorhaphis nudulus
  - Pareiorhaphis parmula
  - Pareiorhaphis regani
  - Pareiorhaphis splendens
  - Pareiorhaphis steindachneri
  - Pareiorhaphis stephanus
  - Pareiorhaphis stomias
  - Pareiorhaphis vestigipinnis
- genre Pareiorhina
  - Pareiorhina brachyrhyncha Chamon, Aranda & Buckup, 2005
  - Pareiorhina carrancas Bockmann & Ribeiro, 2003
  - Pareiorhina rudolphi Miranda Ribeiro, 1911